# Инвентарная реформа
Инвента́рная рефо́рма — реформа, направленная на введение обязательных инвентарей в помещичьей деревне в Литве, Белоруссии и Правобережной Украине, проводившаяся в 1840-х годах в царствование императора Николая I.

## Проведение реформы

### Подготовка к проведению
Инициатива проведения реформы с целью ограничения произвола помещиков первоначально исходила от витебского губернатора Львова, направившего докладную записку с предложением ввести обязательные инвентари министру государственных имуществ Павлу Дмитриевичу Киселёву. Киселёв предложил ввести обязательные инвентари только в имениях, взятых в опеку государством из-за злоупотребления помещиков. Предложение было представлено Николаю, который с мнением Киселёва не согласился и рекомендовал ввести обязательные инвентари во всех помещичьих имениях, но только на территории западных губерний. Подготовка правил введения инвентарей была поручена Комитетом западных губерний министру внутренних дел Льву Алексеевичу Перовскому.
13 августа 1840 года был издан первый акт об инвентарях — распоряжение о производстве люстрации и введении инвентарей в имениях, взятых в опеку за злоупотребление помещичьей властью в Белоруссии, Литве и Правобережной Украине. На местах помещики-злоупотребители полностью игнорировали распоряжение правительства. Первый инвентарь был утверждён только в 1845 году, в целом мероприятие было закончено к 1846 году.

### Проведение по закону от 15 апреля 1844 года
Законом от 15 апреля 1844 года было начато проведение инвентарной реформы в помещичьей деревне. В каждой из 9 западных губерний создавались губернские комитеты, называвшиеся «Комитетами для рассмотрения и составления инвентарей помещичьим имениям в Западных губерниях». В состав комитета входили гражданский губернатор в качестве председателя, пять местных помещиков, избираемых дворянами, и четыре чиновника. В законе подчёркивалось, что инвентари никак не урезают прав помещиков. Инвентари вводились не более как на 6 лет. В течение этого времени предполагалось выработать более совершенные правила для создания новых инвентарей. Указывалось приоритетное значение норм уже существующих инвентарей, а если их не было, — создание новых на основе реального положения.
В Виленском генерал-губернаторстве к 1848 году инвентари были введены в действие практически повсеместно. В Витебском — было введено всего около 10 % инвентарей. Работы по введению инвентарей продолжались до 1857 года, когда были прекращены ввиду начала подготовки к реформе 1861 года.
В Киевском генерал-губернаторстве реформа проводилась особенно активно. При личном участии генерал-губернатора Дмитрия Гавриловича Бибикова были составлены и приведены в действие довольно строгие по отношению к помещикам «Правила для управления имениями по утверждённым для оных инвентарям в Киевском генерал-губернаторстве». Первая редакция «Правил» была издана в 1847 году, вторая — годом позже.

## Цели реформы
Цели реформы не совсем ясны. Николай Николаевич Улащик считал, что целью реформы было улучшение положения крестьян ввиду общего кризиса феодальной системы. Причиной проведения реформы лишь в западных губерниях он называл сопротивление русских помещиков центральных губерний России. По мнению Улащика, нежелание властей портить отношения со «своими» помещиками не распространялось на западные губернии, где было мало русских помещиков, а «польские» не внушали властям доверия. В советской историографии было также распространено мнение, что истинной целью проведения реформы было переманивание крестьян на сторону правительства перед возможностью «польского восстания».

## Итоги и значение реформы
Итоги реформы оцениваются по-разному. Большинство исследователей считают, что в результате реформы положение крестьян ухудшилось, так как в инвентарях повинности были завышены помещиками. Между тем, ряд исследователей указывают и на прогрессивность реформы. В случае превышения помещиками норм, закреплённых в инвентарях, частновладельческие крестьяне впервые получили возможность жаловаться. В источниках отмечается, что инвентари «поколебали уважение крестьян к помещику».